# Boutxy
Boutxy est un ours brun mâle né en 1997 dans les Pyrénées, fils de Pyros et de Mellba.

## Biographie
Mellba est une ourse pleine âgée de cinq ans et pesant 98 kg lorsqu'elle est capturée dans la réserve de chasse de Medved, en Slovénie, le 5 juin 1996 à 5 h 56 du matin. Elle est examinée, équipée d'un collier permettant sa géolocalisation puis relâchée le lendemain matin à Melles (Haute-Garonne), 18 jours après l'autre femelle Ziva et 11 mois avant le mâle Pyros, capturés puis relâchés dans les mêmes conditions et les mêmes lieux.
Mellba donne naissance à 3 oursons durant l'hiver 1996-1997. L'un d'eux, nommé Medved, meurt au début du mois de juillet 1997. Les deux autres sont une femelle, Caramelles, et Boutxy. Ces deux oursons survivants tiennent leurs noms de communes de la région participant à la réintroduction des ours : Melles et Boutx, toutes les deux en Haute-Garonne. Quant à Medved, son nom signifie littéralement « mangeur de miel » en slovène, c'est-à-dire « ours ».
Le matin du 27 septembre 1997, à Bezins-Garraux (Haute-Garonne), un chasseur est à l'affût au sanglier, caché sous un sapin en contrebas d'une ligne de crête. Mellba, accompagnée de ses deux oursons, n'a sans doute pas détecté l'humain à cause de la configuration du terrain et passe à proximité du chasseur. Surprise, elle charge le chasseur une première fois puis s'arrête à cinq ou six mètres de lui. Les oursons s'éloignent alors. Mellba effectue une nouvelle charge, beaucoup plus proche, et le chasseur, en légitime défense, tire sur Mellba et la tue alors qu'elle n'est plus qu'à trois mètres de lui.
En 2009, Boutxy est repéré en début d'année par l'équipe Ours dans la partie orientale du territoire des ours des Pyrénées, couvrant une partie de l'Ariège, l'Aude et les Pyrénées-Orientales, puis il disparait, ce qui indique sûrement sa mort,. Ses attaques contre les troupeaux s'arrêtent au printemps 2009. Étant donné son passé d'ours à problèmes, la rumeur court qu'il aurait été tué. Une enquête est diligentée par le procureur de la République en Ariège. Les gendarmes et des équipes cynophiles recherchent Boutxy, une trentaine de personnes sont interrogées dans le milieu pastoral, mais aucune trace de Boutxy n'est retrouvée. L'enquête n'aboutit pas mais, selon Le Monde : « il semble acquis que le dénommé Boutxy, un mastodonte de 200 kg à l'appétit féroce, fasse partie des victimes » du braconnage.

#### Articles de presse
- Frédéric Potet, « Boutxy, 9 ans, 200 kg, mangeur de brebis », sur lemonde.fr, 21 avril 2006.
- Laurent Gauthey, « Boutxy aux abonnés absents », sur ladepeche.fr, 3 novembre 2009
- Frédéric Potet, « Eté après été, entre bergers et pro-ours, le même abîme d'incompréhension », sur lemonde.fr, 2013.

#### Rapports et études
- Pierre-Yves Quenette, Bilan scientifique et technique de la réintroduction de l'Ours brun en Pyrénées centrales : Synthèse des données 1996-2000, DIREN Midi-Pyrénées, 2000.
- J.J. Camarra, D. Coreau et P. Touchet, « Suivi de l'espèce Ours brun dans les Pyrénées françaises Rapport annuel Année 2007 » [PDF], ONCFS Centre National d'Etudes et de Recherches Appliquées sur les Prédateurs et Animaux Déprédateurs, Réseau Ours Brun – Équipe Technique Ours, 2008
- J.J. Camarra et P. Touchet, « Suivi de l'espèce Ours brun dans les Pyrénées françaises Rapport annuel Année 2008 » [PDF], ONCFS Centre National d'Etudes et de Recherches Appliquées sur les Prédateurs et Animaux Déprédateurs, Réseau Ours Brun – Équipe Technique Ours
- « Synthèse : Statut de la population d’ours brun dans les Pyrénées en 2009 » [PDF], CNERA Prédateurs et Animaux Déprédateurs – Equipe Ours
- « Synthèse : Suivi de l’ours brun dans les Pyrénées  - Rapport annuel 2010 - » [PDF], CNERA Prédateurs et Animaux Déprédateurs – Equipe Ours
- J.-J. Camarra, J. Sentilles, P.-Y. Quenette et F. Decaluwe, « Suivi de l'Ours brun dans les Pyrénées françaises — Rapport annuel 2011 » [PDF], CNERA Prédateurs et Animaux Déprédateurs - Equipe Ours, 2012